# Greenville (Missisipi)
Greenville – miasto w Stanach Zjednoczonych, w stanie Missisipi, siedziba administracyjna hrabstwa Washington. W 2010 zamieszkiwało w nim ponad 34 000 osób.
W mieście rozwinął się przemysł drzewny, papierniczy, włókienniczy oraz metalowy.